# Харшаварман II
Харшаварман II (кхмер. ហស៌វរ្ម័នទី២, 1-е тысячелетие — 944) — император Кхмерской империи (941—944).

## Биография
Сын Джаявармана IV. Правил в Кахкае до 944 года, после чего его двоюродный брат Раджендраварман II, сын сестры Яшовармана I и принца Бхавапуры, вернул себе власть в Ангкоре и вернул столицу в Яшодхарапуру.
Посмертное имя — Брахмалока.